# New Super Mario Bros.
New Super Mario Bros. is een side-scrolling platform-videospel voor de Nintendo DS, ontwikkeld en uitgegeven door het Japanse bedrijf Nintendo in 2006. Het spel is het eerste originele uitgave van zijn subserie met spelfiguur Mario in de hoofdrol. Het spel sluit aan bij de bredere serie Super Mario Bros. en is lichtelijk geïnspireerd op zijn voorgangers. Het woord "New" in de titel van het spel duidt vooral op de vernieuwende gameplay ten opzichte van de andere spellen uit de reeks en de toevoeging van een driedimensionaal effect in combinatie met de traditionele 2D-achtergronden.
De speler heeft tijdens het hoofdavontuur de controle over hoofdfiguur Mario, die zich door uiteenlopende werelden en levels een weg dient te banen op weg naar het einddoel: het bevrijden van Princess Peach uit de klauwen van de kwaadaardige antagonist Bowser. Tijdens dit avontuur kan Mario gebruikmaken van diverse voorwerpen en power-ups om zich te weren tegen de horde vijanden en eindbazen. De speler beweegt zich door acht thematisch verschillende spelwerelden, door in totaal meer dan 80 levels.
New Super Mario Bros. werd een groot commercieel succes: het spel droeg bij aan een heropleving van het 2D-platformgenre. Recensenten prezen de verbeterde gameplay, nieuwe spelelementen en intuïtieve graphics, maar er was ook kritiek op het moeilijkheidsniveau en de droge gelijkenis met eerdere Super Mario-uitgaven. Het spel werd door verschillende critici uitgeroepen tot een van de beste spellen voor de Nintendo DS. Wereldwijd werden meer dan dan 30 miljoen exemplaren verkocht, waardoor het een van de bestverkochte videogames aller tijden werd. Het succes van het spel gaf aanleiding tot de ontwikkeling van een reeks sequels, te beginnen met New Super Mario Bros. Wii in 2009.

## Gameplay
New Super Mario Bros. is een klassiek platformspel, waarbij het beeld zijwaarts met de speler meebeweegt (side-scrolling). Het spel is gebaseerd op het oorspronkelijke Super Mario Bros., met vele elementen uit de latere Mario-releases zoals Super Mario Bros. 3, Super Mario World, Super Mario World 2: Yoshi's Island en Super Mario 64. Hoewel het spel zich tegen een tweedimensionale achtergrond afspeelt, worden de meeste karakters en objecten driedimensionaal voorgesteld. Dit resulteert in een zogenaamd 2,5D-effect dat in de buurt komt van driedimensionaal ruimtelijke gameplay.
De speler bestuurt Mario of zijn jongere broer Luigi. Net zoals in de voorgangers van Super Mario Bros. kan Mario ook in dit spel weer munten verzamelen, op vijanden springen en voorwerpen zoals Super Mushrooms (superpaddenstoelen) uit blokken tevoorschijn laten komen (door een simpele sprong tegen het blok te maken). Hierdoor zal hij meer krachten krijgen door bijvoorbeeld uit te groeien tot Super Mario of te veranderen in Fire Mario. Het in het spel aanwezige kaartscherm is bijna identiek aan dat van Super Mario Bros. 3 en Super Mario World, het enige verschil zit in een aantal toevoegingen en verbeteringen. Zo werd de wereldkaart toegevoegd op het touchscreen van de Nintendo DS, waarmee spelers gemakkelijk kunnen switchen tussen verschillende (vrijgespeelde) werelden.
Het Nintendo DS spelsysteem bevat standaard twee spelschermen, waarvan het onderste een touchscreen. Dit scherm wordt tijdens het hoofdavontuur weinig gebruikt omdat er enkel de af te leggen route van levels wordt op afgebeeld of in het kaartscherm de wereldkaart. Als de speler een bijkomende power-up verzamelt, wordt deze opgeslagen voor later gebruik; deze verschijnt dan in een hokje op het touchscreen. Wanneer de levels worden doorlopen verschijnt in het touchscreen de statusbalk, die Mario's af te leggen route weergeeft. Het bovenste scherm van de Nintendo DS is het gedeelte waar de protagonisten zich tijdens het hoofdavontuur vrij kunnen voortbewegen.

### Werelden en levels
Tijdens het avontuur dient de speler zich een weg te banen door acht (thematisch) verschillende spelwerelden. In elke wereld toont een navigatiekaart (het kaartscherm), naast de algemene route ook alternatieve paden en eventuele geheimen. De speler kan deze echter alleen vrijspelen door in een level zelf een geheime doorgang te vinden. Indien de speler het einde van een level weet te bereiken zal hij met Mario – net zoals in de originele Super Mario Bros. – moeten proberen de vlag van de vlaggenstok naar beneden te trekken. Hoe hoger Mario zich aan de paal weet vast te grijpen, des te meer punten er worden verdiend.
Het spel beloont de spelers voor het uitspelen van levels en het volbrengen van specifieke taken met sterren in het bestandscherm. Er verschijnt één ster als de speler het spel heeft uitgespeeld (wat wil zeggen dat de eindbaas van wereld 8 is verslagen). Wanneer de speler alle levels van alle werelden heeft voltooid, komt er nog een ster bij. De derde en laatste ster wordt aan het keuzescherm toegevoegd als de speler ook nog eens alle stermunten van elk level heeft bemachtigd en deze heeft gespendeerd zodat de teller van die munten terug op nul staat. Na het behalen van de eerste gouden ster kan het spel opgeslagen worden na het voltooien van elk level. Hiervóór was dit enkel het geval als een geheime route werd ontdekt of na het voltooien van een toren of kasteel. Het spel eindigt met een aftiteling (credits) die geluiden bevat uit vroegere Mariospellen op de NES-en SNES-platforms. Mario is aanvankelijk het enige speelbare personage (character) uit het hele spel, hoewel de speler via een geheime knoppencombinatie op het titelscherm het spelpersonage Luigi kan vrijspelen.
| Wereld | Thema           | Kenmerken en bijzonderheden                                      | Eindbaas                                          |
| ------ | --------------- | ---------------------------------------------------------------- | ------------------------------------------------- |
| 1      | Vlaktes         | Simpel opgezette wereld met weinig obstakels en zwakke vijanden. | Bowser                                            |
| 2      | Woestijn        | Thematische woestijnwezens en drijfzand.                         | Mummipokey                                        |
| 3      | Tropisch eiland | Constant veranderend waterpeil en onderwaterlevels.              | Cheepskipper                                      |
| 4      | Jungle          | Veel buizen, slingertouwen en giftige vijvers.                   | Mega Goomba                                       |
| 5      | IJs             | Sneeuwlandschappen en gladde oppervlakten.                       | Petey Piranha                                     |
| 6      | Bergen          | Springplatformen en smalle bergwegen.                            | Monty Tank                                        |
| 7      | Wolken          | Uitgestrekt wolkendek, hoog in de lucht.                         | Lakithunder                                       |
| 8      | Koopa Kingdom   | Donkere omgeving, sterke vijanden, kasteel van Bowser.           | Dry Bowser (deel 1) Bowser en Bowser Jr. (deel 2) |

### Multiplayer
De multiplayerstand, die naast de singleplayerstand aanwezig is in het spel, kan gespeeld worden door twee spelfiguren: Mario en Luigi. De twee spelers kiezen elk een spelpersonage en nemen het in vijf verschillende levels tegen elkaar op; de speler dient in een gekozen level meer Big Stars (Grote Sterren) te bemachtigen dan de andere. Beide spelers kunnen elkaar aanvallen en elkaars Big Stars stelen; een grondschok op de tegenspeler zorgt ervoor dat het spelfiguur in één keer drie Grote Sterren afgeeft aan de ander.
Een ander onderdeel in de multiplayerstand is het gezamenlijk spelen van minigames. Velen van deze minigames zijn afkomstig van Super Mario 64 DS en werden overgeplaatst naar New Super Mario Bros. Alleen is er nu een multiplayerstand aan het spel toegevoegd. Beide standen (single player en multiplayer) kunnen worden gespeeld met één spelcartridge en twee Nintendo DS-handhelds voor de vechtlevels, en tot vier handhelds voor de minigames. Dit kan via de DS Download Play-optie.

### Power-ups
Er zijn zes power-ups beschikbaar in New Super Mario Bros.; het spel laat de speler een extra power-up opslaan als hij er al een gebruikt, een functie die is overgenomen uit Super Mario World. Drie power-ups uit de originele Super Mario Bros. keren terug in de game: de Super Mushroom (superpaddenstoel) laat Mario groeien in omvang, de Fire Flower (vuurbloem) laat Mario vuurballen afschieten naar vijanden en de Starman (ster) maakt Mario tijdelijk onsterfelijk. In New Super Mario Bros. zijn daarnaast nog drie power-ups geïntroduceerd: De Mega Mushroom laat Mario groeien tot een enorme omvang, waardoor hij alles op zijn pad kan vernietigen, en de Mini-Mushroom laat Mario krimpen, waardoor hij zich in kleine doorgangen kan wurmen. Mini Mario is zo licht dat hij over water kan rennen en extreem hoog kan springen. Ten slotte is er de Blue Koopa Shell waarmee Mario zich terugtrekt in een shell om zichzelf te beschermen.

### Minigames
New Super Mario Bros. bevat naast het hoofdavontuur ook nog een speciale stand waarin achttien verschillende minigames (singleplayer) kunnen worden gespeeld. Naast de huidige minigames zijn er ook nog eens tien minigames die via een LAN-verbinding in de multiplayerstand speelbaar zijn. De minigames zijn onderverdeeld in vier verschillende categorieën: Action (Actie), Puzzle (Puzzel), Table (Kans) en Variety (Gevarieerd). De meeste minigames zijn afkomstig van Super Mario 64 DS, maar sommige zijn lichtelijk aangepast.
| Lijst van de minigames                                                                        | Lijst van de minigames                                                         | Lijst van de minigames                       | Lijst van de minigames                                                                    |
| --------------------------------------------------------------------------------------------- | ------------------------------------------------------------------------------ | -------------------------------------------- | ----------------------------------------------------------------------------------------- |
| Action (actie)                                                                                | Puzzle (puzzel)                                                                | Table (kans)                                 | Variety (gevarieerd)                                                                      |
| - Snowball Slalom - Lakitu Launch - Danger, Bob-omb! Danger! - Whack-a-Monty - Balloon Racing | - Wanted! - Which Wiggler? - Hide and Boo Seek - Puzzle Panel - Coincentration | - Memory Match - Picture Poker - Pair-a-Gone | - Mario's Slides - Sort or 'Splode - Bounce and Trounce - Bob-omb Squad - Trampoline Time |

## Plot
De plot van New Super Mario Bros. is vrijwel hetzelfde als die van de originele Super Mario Bros. en andere side-scrolling Mariospellen; Bowser (in dit spel Bowser Jr.) ontvoert Princess Peach en het is aan Mario om haar te redden. Aan het begin van het spel maken Mario en Peach een wandeling, wanneer plots een bliksemflits van Lakithunder het kasteel treft. Mario rent ernaartoe om orde op zaken te stellen, zodat Princess Peach alleen achterblijft. Op dat moment duikt Bowser Jr. op vanuit de struiken en kidnapt haar. Mario beseft wat er aan de hand is, en spurt erachteraan. Nu heeft Mario de taak zich door acht verschillende werelden (vlaktes, woestijn, tropisch eiland, jungle, bergen, wolken en het Koopa Kingdom) te loodsen om de prinses uit de klauwen van Bowser en Bowser Jr. te bevrijden.
Als het spel start, gaat Mario doorheen de acht werelden achter Bowser Jr. aan die de prinses achter zich meedraagt. In elke wereld verbergt hij zich in een Toren en vervolgens het Kasteel. Telkens als een wereld uitgespeeld wordt, zullen Bowser Jr. en Princess Peach verdwijnen naar de volgende wereld. In het eerste Kasteel maakt Bowser zijn opwachting. Deze dient volgens traditie te worden verslagen door op een knop te springen waardoor Bowser de afgrond in stort. De achtervolging stopt bij wereld acht, waar Bowser Jr. zich schuilhoudt in het laatste Kasteel en Skeletal Bowser via een ketel laat reïncarneren tot Koopa King Bowser. Mario moet opnieuw op een knop springen waardoor Bowser en Bowser Jr. voor de laatste keer in de afgrond vallen en voorgoed verslagen zijn. Het spel is nu ten einde en Princess Peach is gered. Na de aftiteling volgt een eindscene waarin Bowser Jr. zijn verslagen vader over de grond meesleept. Bowser Jr. kijkt vervolgens naar het scherm en gromt, waarmee de vierde wand wordt doorbroken.

## Ontwikkeling
Op 21 januari 2006 kondigde Nintendo aan dat New Super Mario Bros. later dat jaar zou verschijnen voor de Nintendo DS. Bij deze aankondiging werden de nieuwe power-ups van het spel bekendgemaakt, waaronder de 'Blue Koopa Shell' en de 'Mega Mushroom'. Nintendo meldde verder dat, hoewel het spel in 2D gespeeld wordt, er 3D-modellen werden gebruikt om het spel 2,5D-dimensionale look en feel te creëren. De uiteindelijke release was op 15 mei van dat jaar; Nintendo wilde het spel uitbrengen rond dezelfde tijd als de release van de Nintendo DS Lite, op 11 juni 2006.
New Super Mario Bros. was het eerste originele 2D-platformspel met Mario in de hoofdrol sinds Super Mario Land 2: 6 Golden Coins in 1992. De ontwerpers van het spel kregen veel meer vrijheid in New Super Mario Bros. vergeleken met eerdere 2D Mario-games. Personages, vijanden en objecten konden nu worden gemaakt met veel gedetailleerdere animaties. De ontwikkelaars maakten ook het beeld van het spel dynamischer; het beeld zoomt in en uit op de actie, afhankelijk van de situatie, om indien nodig de focus te bieden.

## Audio
New Super Mario Bros. bevat originele muziek die is gecomponeerd door Asuka Ohta en Hajime Wakai, onder leiding van de componist van de originele Super Mario Bros.: Koji Kondo. Het spel bevat eveneens nieuwe arrangementen van Kondo's thema's uit vorige Mariospellen. Voorbeelden hiervan zijn de muziek in de Toad-huizen, die afgeleid werd van de klassieke versie van het Super Mario Bros.-thema, en de baasgevecht-scènes die een remix bevatten van de Super Mario Bros. 3-baasmuziek. De muziek werd gepresenteerd in augustus 2007 in een arrangement van Yuzo Koshiro op de Fifth Symphonic Game Music Concert in Leipzig. Een remix van een van de wereldthema's is ook gebruikt bij het Delfino Plaza-level in Super Smash Bros. Brawl.
Tijdens de aftiteling van het spel kan de speler via het touchscreen letters aantikken, waardoor er een muziekje wordt afgespeeld. Elke letter en symbool hebben immers een eigen deuntje.

## Sequel
Tijdens Nintendo's E3-persconferentie op 2 juni 2009 werd er een vervolg op New Super Mario Bros. aangekondigd voor de Wii. Het betreft New Super Mario Bros. Wii en werd in het najaar van 2009 verdeeld over de hele wereld. Het spel biedt de mogelijkheid om vier spelers tegelijk te laten deelnemen aan een gevecht. Er werd ook een nieuwe power-up bekendgemaakt tijdens de persconferentie: de Propeller Suit. Dit geeft de speler de mogelijkheid om te vliegen.

## Ontvangst
| Reviewcompilaties          | Reviewcompilaties                 |
| -------------------------- | --------------------------------- |
| Bron                       | Score                             |
| Metacritic                 | 89% (gebaseerd op 65 reviews)     |
| GameRankings               | 89, 28% (gebaseerd op 80 reviews) |
| GameStats                  | 9 / 10 (gebaseerd op 34 reviews)  |
| Review Score               |                                   |
| Bron                       | Score                             |
| 1UP                        | B+                                |
| Allgame                    | 3,5 / 5                           |
| Computer and Video Games   | 9 / 10                            |
| Eurogamer                  | 9 / 10                            |
| Famitsu                    | 36 / 40                           |
| Game Informer              | 9,25 / 10                         |
| GamePro                    | 4,5 / 5                           |
| Game Revolution            | B+                                |
| GameSpot                   | 9 / 10                            |
| GameSpy                    | 5 / 5                             |
| GamesRadar                 | 9 / 10                            |
| GameTrailers               | 9,2 / 10                          |
| GameZone                   | 9,3 / 10                          |
| IGN                        | 9,5 / 10                          |
| Official Nintendo Magazine | 96%                               |
| X-Play                     | 4 / 5                             |
| VG Resource Center         | 9,25 / 10                         |
| GameDaily                  | 4,5 / 5                           |
| Total Gamer Zone           | 9,6 / 10                          |
| NintendoNow                | 9,3 / 10                          |
| Mario Wii                  | 9,3 / 10                          |
| EDGE                       | 8 / 10                            |

New Super Mario Bros. had een groot succes bij zijn lancering in Japan. Om en bij de 420 000 exemplaren gingen er op de dag van uitgave al over de toonbank, en na de eerste vier dagen waren er al zo'n 900 000 exemplaren verkocht. Hiermee ging het spel tijdelijk door het leven als het best debuterende Nintendo DS-spel. Sinds de release van Pokémon Diamond en Pokémon Pearl is New Super Mario Bros. echter deze eerste plaats kwijtgeraakt. In de Verenigde Staten werd tijdens de eerste maand gemiddeld elke drie seconden een exemplaar verkocht. New Super Mario Bros. haalde binnen een maand een verkoopcijfer van ongeveer een half miljoen exemplaren, en één miljoen exemplaren na de twaalfde week sinds zijn release.
Tot aan 31 maart 2008 werd het spel wereldwijd ruim 14,2 miljoen keer verkocht, waarmee New Super Mario Bros. werd erkend als het best verkochte Nintendo DS-spel dat uit één versie bestaat. De spellen Nintendogs en Pokémon Diamond/Pearl verkochten beter, maar bestonden uit twee of meerdere versies.
New Super Mario Bros. behaalde in het algemeen positieve recensies. Vier recensenten van het tijdschrift Nintendo Power gaven het spel een 9.5, wat resulteerde in het hoogste cijfer ooit uitgedeeld in hun puntensysteem. Ook IGN was gul met de punten en gaf het spel eveneens 9.5 op 10. Hiermee staat het spel volgens de website bij de Nintendo DS-spellen op hetzelfde niveau als Mario Kart DS, The Legend of Zelda: Phantom Hourglass en Elite Beat Agents, die ook allemaal zeer hoog scoorden.

### Prijzen
- Game Informer: Game of the Month
- Electronic Gaming Monthly: Game of the Month, Gouden Award
- IGN: Editors' Choice Award
- Nintendo Now: Select Choice Award
- Spike TV Video Game Awards: Best Handheld Game
- GameSpot: Editor's Choice Award
- Best & Worst of 2006 Reader's Choice: Best DS Game
- Teen Choice Awards: "Nominated" Choice Game
- X-Play: Best Platformer of 2006
- Nintendo Golden Joystick Award 2006: Nintendo Game of the Year
- Gametrailers: Best Nintendo DS Game of 2006
- Nintendo Power Awards: Best Platformer of 2006
- Hyper: Third Best Handheld Game of 2006
- ScrewAttack: 10th best Mario game